# Digonodes matama
Digonodes matama là một loài bướm đêm trong họ Geometridae.